# Destiny (álbum de Stratovarius)
Destiny é um álbum da banda de power metal finlandesa Stratovarius. Em 2019, a Metal Hammer o elegeu como o 7º melhor álbum de power metal de todos os tempos.
| Críticas profissionais                                                      | Críticas profissionais |
| Avaliações da crítica                                                       | Avaliações da crítica  |
| Fonte                                                                       | Avaliação              |
| --------------------------------------------------------------------------- | ---------------------- |
| All Music Guide                                                             | [ 2 ]                  |
| Esta tabela precisa de ser acompanhada por texto em prosa. Consulte o guia. |                        |

## Faixas
| N.º | Título                 | Letras                 | Música | Duração |  |
| 1.  | "Destiny"              | Timo Tolkki            | Tolkki | 10:15   |  |
| 2.  | "S.O.S."               | Tolkki, Timo Kotipelto | Tolkki | 4:15    |  |
| 3.  | "No Turning Back"      | Kotipelto              | Tolkki | 4:22    |  |
| 4.  | "4.000 Rainy Nights"   | Tolkki                 | Tolkki | 6:00    |  |
| 5.  | "Rebel"                | Tolkki                 | Tolkki | 4:16    |  |
| 6.  | "Years Go By"          | Tolkki                 | Tolkki | 5:14    |  |
| 7.  | "Playing with Fire"    | Kotipelto              | Tolkki | 4:15    |  |
| 8.  | "Venus in the Morning" | Tolkki                 | Tolkki | 5:35    |  |
| 9.  | "Anthem of the World"  | Tolkki                 | Tolkki | 9:31    |  |

| European edition bonus track |                      |           |        |         |  |
| N.º                          | Título               | Letras    | Música | Duração |  |
| 10.                          | "Cold Winter Nights" | Kotipelto | Tolkki | 5:12    |  |

| Japanese edition bonus track |                 |           |           |         |  |
| N.º                          | Título          | Letras    | Música    | Duração |  |
| 10.                          | "Dream with Me" | Kotipelto | Kotipelto | 5:13    |  |

| United States edition bonus track |                                       |                                               |                 |         |  |
| N.º                               | Título                                | Letras                                        | Música          | Duração |  |
| 10.                               | "Blackout (cover da banda Scorpions)" | Klaus Meine, Herman Rarebell, Sonja Kittelsen | Rudolf Schenker | 4:08    |  |

## Integrantes
- Timo Kotipelto - Vocal
- Timo Tolkki - Guitarra
- Jari Kainulainen - Baixo
- Jens Johansson - Teclado
- Jörg Michael - Bateria

## Desempenho nas Paradas Musicais
| Ano  | Parada Musical          | Posição |
| ---- | ----------------------- | ------- |
| 1998 | Finland's Official List | 1       |
| 1998 | Music Line              | 89      |
| 1998 | Greek Charts            | 32      |
| 1998 | Oricon                  | 31      |